# Spodiopogon lacei
Spodiopogon lacei là một loài thực vật có hoa trong họ Hòa thảo. Loài này được Hole miêu tả khoa học đầu tiên năm 1915.